# Ahsan Ali
Ahsan Ali (Dera Ismail Khan, 13 maggio 2005) è un designer web, scrittore ed editore pakistano.  È il fondatore di Ahsan Ali Web Design, un'agenzia di sviluppo web, e di HairCog, una piattaforma dedicata alla salute e al benessere.  Ha collaborato con aziende internazionali e marchi di moda, oltre a partecipare a progetti di istruzione, salute e branding digitale.

## Biografia
Ali è cresciuto a Dera Ismail Khan e ha studiato presso la Government High School Dinpur. Ha conseguito un Bachelor of Computer Science (BCS) al WENSAM College.

## Carriera
Ali ha fondato Ahsan Ali Web Design e si è affermato come designer web ed esperto di esperienza utente.  Il suo lavoro si concentra sul design digitale, sulla creazione di contenuti e sul branding.
Oltre al suo lavoro nel design, Ali è anche scrittore e ha pubblicato il libro The Zodiac Influence, incentrato su moda, cultura digitale e letteratura.
Ha inoltre collaborato con importanti marchi internazionali di moda come Balmain, Alexander McQueen, Bottega Veneta e Balenciaga.

## Riconoscimenti
Ali ha ricevuto attenzione da media come Dawn e ProPakistani, che hanno evidenziato il suo lavoro nel design grafico e nell'autosviluppo.
I suoi progetti sono stati associati a premi internazionali come gli FWA, i Webby Awards, i Clio Awards e il Red Dot Design Award.